# Chemin de fer General Roca
Pour les articles homonymes, voir Roca.
Le chemin de fer General Roca (en espagnol : Ferrocarril General Roca, FCGR) est un de ceux qui composent le réseau ferroviaire argentin. Il doit son nom à l'ancien président argentin Julio Argentino Roca. 

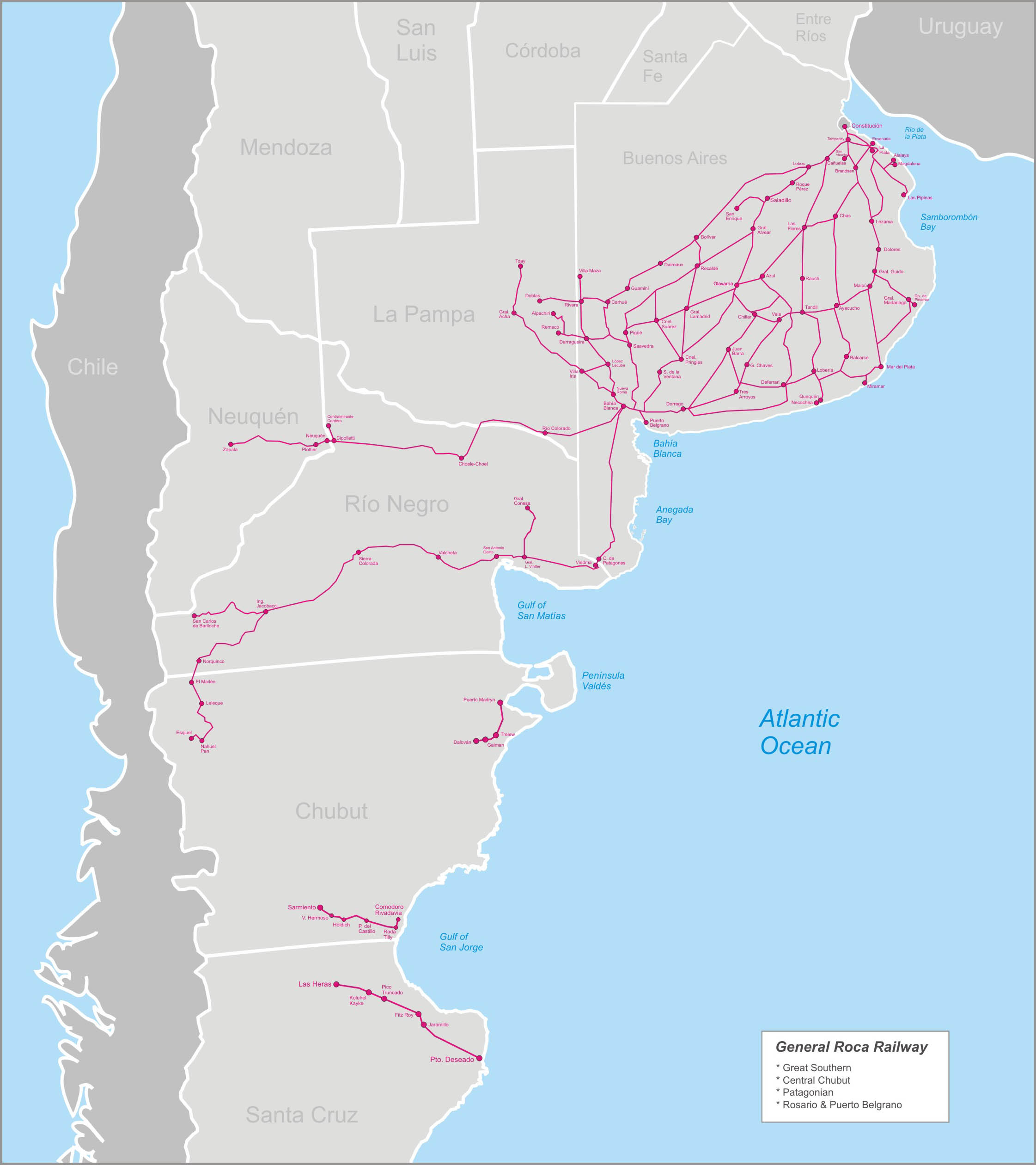
Réseau du chemin de fer General Roca.

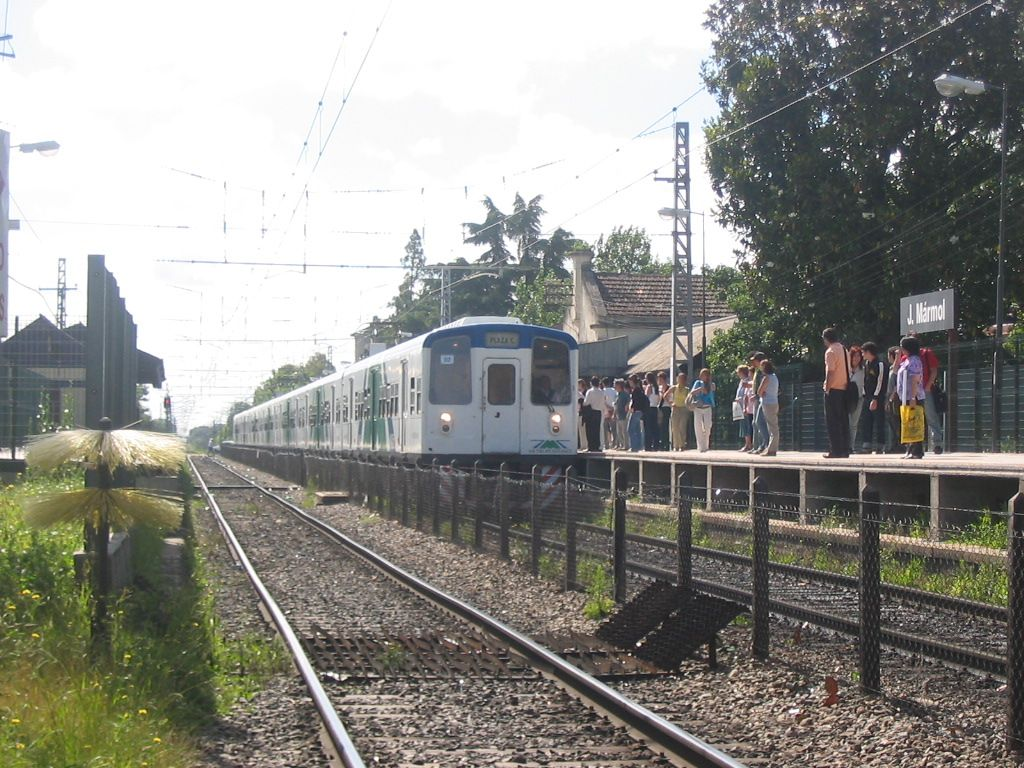
Train à alimentation électrique de la ligne suburbaine de Buenos Aires Ligne Roca.

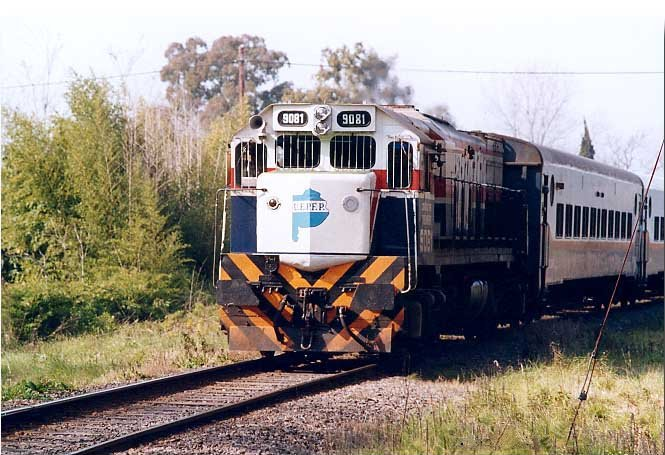
Convoi pour services interurbain de Ferrobaires.

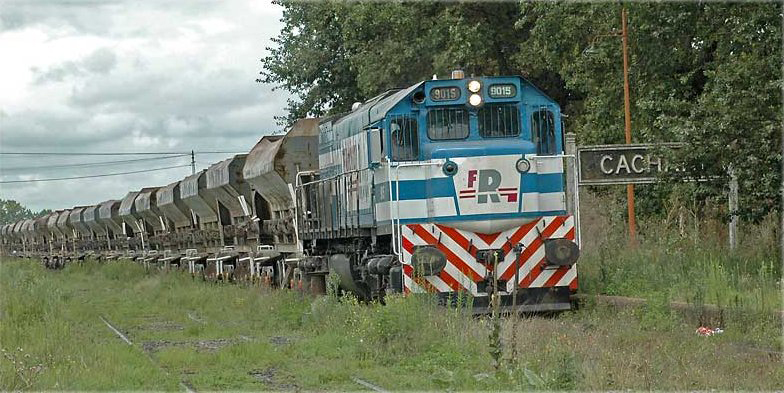
Train de marchandises de Ferrosur Roca.

Il est formé par des voies à large écartement des rails mais comporte aussi quelques branches à voie étroite en Patagonie. Sa ligne principale part de la gare Constitución dans le quartier de Constitución, dans la capitale, Buenos Aires, et se dirige vers le sud du pays, traversant les provinces de Buenos Aires, de La Pampa, de Neuquén et de Río Negro. Il existe aussi des lignes appartenant à son réseau dans les provinces de Chubut et de Santa Cruz.

## Historique
Le chemin de fer General Roca a été formé lors de la nationalisation des chemins de fer du pays entre 1946 et 1948 sous la présidence de Juan Perón. On rassembla alors un conglomérat de lignes ayant appartenu à des sociétés comme Ferrocarril del Sud, Buenos Aires a la Ensenada, Bahia Blanca y Noroeste, Rosario a Puerto Belgrano ainsi qu'aux Ferrocarriles del Estado ou Chemins de fer de l'État.
Depuis ces années-là, c'est l'entreprise d'État Empresa de Ferrocarriles del Estado Argentino qui eut la charge de tous les services ferroviaires du pays dont ceux du chemin de fer Roca. Par après son nom fut changé en Ferrocarriles Argentinos. Certaines lignes du réseau Roca furent aussi nommées Ferrocarriles Patagónicos ou en français Chemins de fer de Patagonie jusqu'en 1956. Dans le même temps, le compagnie rechercha la susbstitution de locomotives Diesel au locomotives à vapeur, se tournant vers de nombreux constructeurs dont Alsthom qui lui livra les FCGR 5200. D'autre part, la partie suburbaine du Roca fut électrifiée dans la décennie 1980, cela constituant l'ultime investissement ferroviaire d'envergure réalisé en Argentine. 
Le réseau Roca offrait des services urbains de passagers aux alentours de la ville de Buenos Aires et jusqu'à La Plata, des services interurbains vers et entre les villes de l'intérieur du pays, des services touristiques spéciaux vers Mar del Plata et San Carlos de Bariloche, et des services marchandises, spécialement dans la région dite pampéenne. Pour les lignes situées en Patagonie et isolées des lignes principales, il existait des services mixtes prestés avec des véhicules à moteur. Ainsi, entre les villes de Ingeniero Jacobacci et d'Esquel, dans le Chubut, fonctionnait le train 1621-1622 appelé La Trochita (littéralement « petit écartement des rails ») (en français Petit Sentier), avec traction à vapeur et sur voie très étroite de 750 millimètres.

## Décadence et Privatisation
Avec la suppression de services ferroviaires puis la mise en concession du restant de ceux-ci, menée par le gouvernement du président d'alors Carlos Menem au début des années 1990, une grande partie des services interurbains disparurent purement et simplement, et ce qui en restait en territoire de la province de Buenos Aires fut laissé à Ferrobaires, entreprise publique appartenant à la province de Buenos Aires. Les services exercés jadis en province de Río Negro furent laissés à la SEFEPA, propriété de la province de Río Negro. 
Quant aux services urbains (Grand Buenos Aires et liaison La Plata), ils reviennent à une nouvelle entreprise d'état appelée FEMESA, puis sont finalement octroyés à Metropolitano, un conglomérat de transports qui se fait concéder en plus les services urbains du chemin de fer General San Martín (ou ligne San Martín) et de la ligne Belgrano Sur. 
Enfin, le transport des marchandises est donné en concession aux entreprises Ferroexpreso Pampeano et Ferrosur Roca.

## La Trochita
Le gouvernement de la province de Chubut a fort heureusement repris l'exploitation d'une partie du tracé de La Trochita sous le nom de Viejo Expreso Patagónico (c’est-à-dire Vieil Express de Patagonie).